# Insua (Villalba)
Insua (llamada oficialmente San Bartolomeu de Insua) es una parroquia española del municipio de Villalba, en la provincia de Lugo, Galicia.

## Otras denominaciones
La parroquia también es conocida por los nombres de San Bartolomé de Insua y San Bertolameo de Insua.

## Organización territorial
La parroquia está formada por veintiuno entidades de población, constando diez de ellas en el nomenclátor del Instituto Nacional de Estadística español:
- Abeledo
- Cardosa
- Casasbellas (As Casas Vellas)
- Casasnovas (As Casas Novas)
- Cotoriña
- Escolante
- Lama
- Marcelle
- Merlán
- Mouzón
- Pasaído
- Pino
- Ponte de Sá
- Puzos
- Rebordaos
- Rego
- Regueira
- Saa (Sa)
- Santalla
- Vicente
- Vilargabín

## Demografía
| Gráfica de evolución demográfica de Insua entre 2000 y 2021 |
|                                                             |
| Datos según el nomenclátor publicado por el INE.            |